# Columba elphinstonii
Columba elphinstonii là một loài chim trong họ Columbidae.

## Hình ảnh

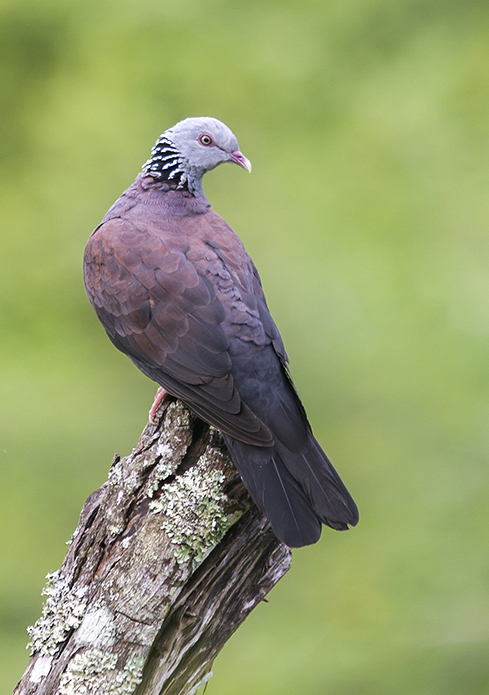
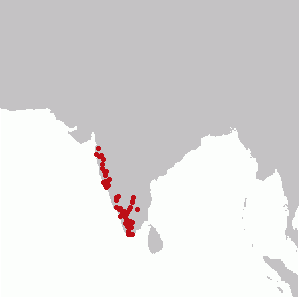